# 布良塔河
布良塔河是俄羅斯的河流，由阿穆爾州負責管轄，屬於結雅河的右支流，河道全長317公里，流域面14,100平方公里，發源自外興安嶺，河水主要來自融雪。